# Héya Zoltán
Kézdisárfalvai és petőfalvai Héya Zoltán (Kevevára, 1895. február 2. – Erie, 1979. június 6.) magyar festőművész, rajztanár

## Élete
A gimnáziumot Lugoson és Szegeden végezte, majd 1912-ben Révész Imre tanítványaként kezdte meg tanulmányait a Képzőművészeti Főiskolán. 1915-ben katonai behívót kapott, és a keleti fronton szolgált, ahol 1916 júniusában, a Bruszilov-offenzíva során hadifogságba esett. A Távol-Keletre szállították. Öt és fél évet töltött Habarovszkban és Vlagyivosztokban, ahol helyzetét enyhítette, hogy az ott állomásozó antant-tisztek, valamint orosz és kínai előkelőségek és családtagjaik portréit festette. Csak 1921-ben térhetett haza Magyarországra. Rövid müncheni tanulmányok után 1922-ben önálló műtermet nyitott a Százados úti művésztelepen. Hamarosan a kor egyik legkeresettebb portréfestője lett. A legfelsőbb állam és egyházi vezetők sorát festette meg. 1938-tól a budapesti iparrajziskola tanárává nevezték ki volt.
1944-ben családjával együtt elmenekült Magyarországról. Több évi nélkülözés után 1949-ben John Mark Gannon, az Erie-i egyházmegye püspöke fogadta be, aki az általa alapított katolikus női főiskolában (Villa Maria College) adott neki tanári állást. Rajzot és festészetet tanított.

## Művei
- Horthy Miklós kormányzó portréja, 1925[3]
- Habsburg József főherceg portréja, 1927[4]
- Csernoch János esztergomi érsek portréja (Keresztény Múzeum)
- Serédi Jusztinián esztergomi érsek portréja, 1928 (Keresztény Múzeum)[5][6]
- vitéz lovag Metz Rezső altábornagy, 1929 (Hadtörténeti Múzeum)
- Steiner Sarolta portréja, 1932
- Zsitvay Tibor portréja
- Glattfelder Gyula csanádi püspök portréja[7]
- Vass József miniszter portréja
- Gömbös Gyula miniszterelnök portréja
- Pesthy Pál portréja
- Tánczos Gábor tábornok portréja
- Sebes Ferenc piarista tartományfőnök portréja, 1941
- Teleki Pál miniszterelnök portréja[8]
- Horthy István kormányzóhelyettes portréja[9]
- John Mark Gannon püspök  portréja[10]
- Mary Doloretta Thorn portréja, 1967[11][12][13]

## Családja
Az 1920-as évek elején vette feleségül Miklósfy (Nikolich) Radivoj altábornagy lányát, Máriát. Lányuk, Héya Mária (1924–2014), aki Milivoj Karcic történelemtanárhoz ment feleségül, szintén az Erie-ben működő Gannon College (katolikus főiskola) könyvtárosa volt.